# AdS/CFT対応
AdS/CFT対応（AdS/CFTたいおう、anti-de Sitter/conformal field theory correspondence）は理論物理学における対応関係でヤン＝ミルズ理論に似た理論を含む共形場理論 (CFT)及び反ド・ジッター空間(anti-de Sitter; AdS)を用いた量子重力の理論を対応付けるものである。この対応関係はマルダセーナ双対(マルダセーナそうつい、Maldacena duality)あるいはゲージ／重力双対(ゲージ／じゅうりょくそうつい、gauge/gravity duality)とも呼ばれる。この対応は弦理論やM-理論のことばで定式化される。
この双対性は弦理論と量子重力の理解の主要な発展を象徴するものである。なぜならばこの双対性はある境界条件を持つ弦理論の非摂動論的(non-perturbative)な定式化であるからである。加えて双対性は強結合の場の量子論の研究への強力なツールを提供している。この双対性の有益さの大半は、強弱双対性から来ている。つまり、場の量子論が強い相互作用である場合に、重力理論の側は弱い相互作用であるので、数学的に取り扱い易くなっている。この事実は、強結合の理論を強弱対称性により数学的に扱い易い弱結合の理論に変換することにより、原子核物理学や物性物理学での多くの研究に使われてきている。
AdS/CFT対応は量子重力におけるアイデアのホログラフィック原理の最も成功した成果といえる。ホログラフィック原理は、もともとジェラルド・トフーフトが提唱し、レオナルド・サスキンドが発展させてきたものである。AdS/CFT対応自体は1997年末フアン・マルダセナにより提起された。この対応の重要な面は、スティブン・ガブサー、イーゴル・クレバノフ、アレクサンドル・ポリヤコフの論文や、エドワード・ウィッテンの論文により精査された。2014にはマルダセナの論文の引用は10000件を超え、高エネルギー物理学の分野の最も多く引用される論文となっている。

## 背景

### 量子重力と弦理論
現在の重力の理解は、アルバート・アインシュタインの一般相対論に基礎をおいている。1916年に定式化された一般相対論は、空間と時間、もしくは時空の幾何学のことばで重力を説明する。それは、アイザック・ニュートンやジェームズ・マックスウェルのような物理学者により開拓された古典物理学のことばで、定式化される。重力ではない他の力は、量子力学のフレームワークで説明される。20世紀の前半に多くの物理学者により発展した量子力学は、物理的な現象を確率を基礎として記述する根底から異なる方法を提供している。
量子重力は、量子力学の原理を使い重力を記述することを目的とする物理学の分野である。現在、量子重力の最も有名なアプローチは弦理論であり、弦理論のモデルは基本粒子を 0次元の点ではなく、1次元の弦と呼ばれる対象を扱う。AdS/CFT対応では、典型的には、弦理論、もしくはその現代的な拡張であるM-理論から導出された量子重力の理論を考える。
日常の生活の中で、3次元である空間（上下、左右、前後）と 1次元の時間は見慣れている。このように、現代物理学の言葉では、4次元の時空に我々は住んでいるという。弦理論とM-理論の特別な特徴の一つに、これらの理論が数学的な整合性のため、時空に余剰次元を要求することである。弦理論の時空は 10次元であり、M-理論の時空は 11次元である。AdS/CFT対応に現れる量子重力理論は、弦理論やM-理論からコンパクト化として知られている過程により得られる。この過程により、時空が実質的に低次元である理論が得られ、余剰次元は円の中に巻き上げられる。
コンパクト化の標準的な類推として、庭の散水用のホースのような立体的なものを考えるとよい。ホースを十分に離れた所から見る限りは、1次元的に長さとしてしか見られないが、ホースに近づいてみると、2次元的な太さを持っていることに気づく。したがって、ホース内を動く蟻は2次元で動くことができる。

### 場の量子論
空間と時間へ広がっている電磁場のような物理的対象の量子力学の応用は、場の量子論として知られている。素粒子物理学では、場の量子論は基本粒子の基礎をなし、基本的な場の励起としてモデル化される。場の量子論は、準粒子と呼ばれる粒子状の物体をモデル化するために凝縮系物性全体にも使われる。
AdS/CFT対応では、量子重力理論に加えて、共形場理論と呼ばれるある場の量子論の一種を考える。この場の理論は、特別な対称性を持ち、数学的に扱い易いタイプの場の量子論である。このような理論は、弦理論の文脈で研究されることが多く、時空の中を伝播する弦によって形成される表面と関連付けられる。また、統計力学の文脈で扱われることも多く、熱力学的臨界点で系をモデル化している。

## 対応の概略

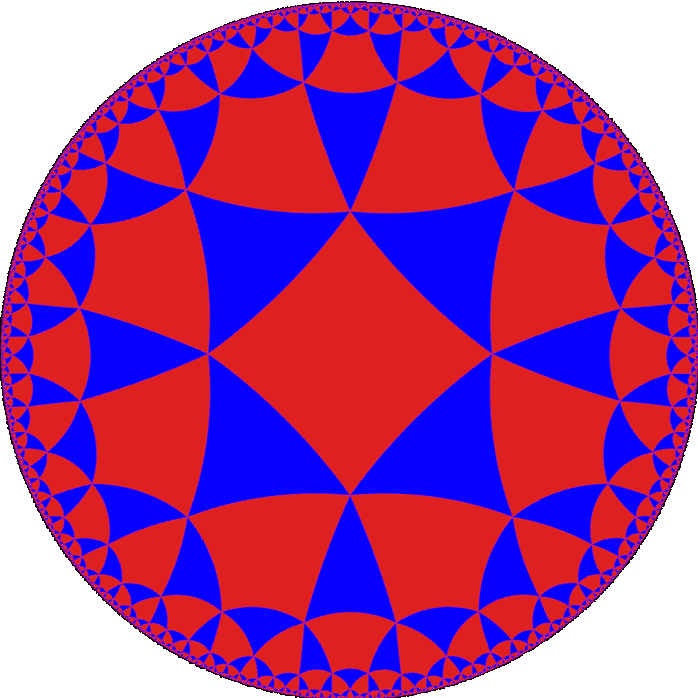
三角形と四角形による双曲平面の平面充填

### 反ド・ジッター空間の幾何学
AdS/CFT対応では、弦理論やM-理論を反ド・ジッター空間の背景のもとに考える。すなわち、時空の幾何学は、反ド・ジッター空間(AdS空間)と呼ばれる、アインシュタイン方程式の特定の真空解によって記述される。
基本的事項として、反ド・ジッター空間における2点の間の距離の概念（計量）は、通常のユークリッド幾何学とは異なる。これは、右の図の円板のように見ることができる双曲空間と密接に関連している。この図は、三角形と四角形によって円板を平面充填していることを示している。三角形と四角形をみな同じ大きさとして、内部のどの点とも円の形をした境界が無限に離れるような方法で、この円板上の2点間の距離を定義することができる。

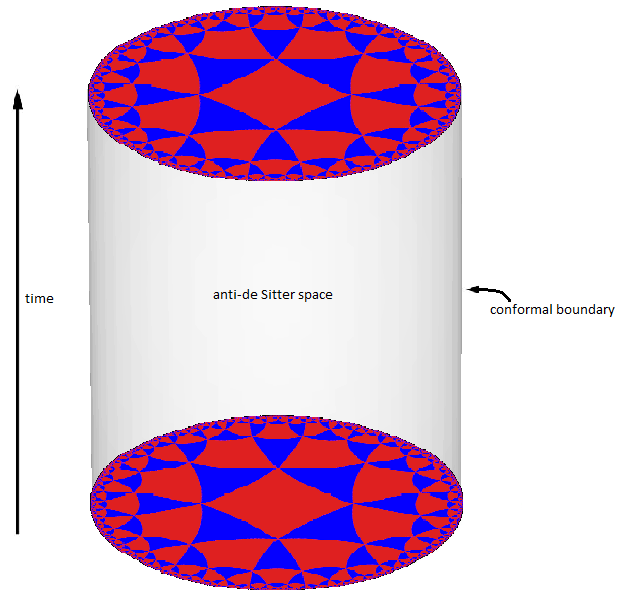
3-次元反ド・ジッター空間は、双曲円板の積み重ね状になっており、各円板はある時刻の宇宙の状態を表している。その結果、時空は中身の詰まった円柱状に見える。

ここで、双曲円板を積み重ね、各円板がある時刻の宇宙の状態を表していると想像しよう。結果として得られる幾何学的対象は、3次元の反ド・ジッター空間となる。これは、どの断面も元の双曲円板のコピーであるような、中身の詰まった円柱状に見える。時間はこの図の縦軸方向に沿って流れる。この円柱の側面は、AdS/CFT対応で重要な役割を果たす。双曲平面の場合は、実際に内部のどの点ともこの境界面と無限に離れるような具合で、反ド・ジッター空間は歪んでいる。

### AdS/CFTのアイデア
反ド・ジッター空間の重要な性質は、境界（3次元の反ド・ジッター空間の場合は円筒状）にある。境界の重要な性質の一つは、いずれの点の周りも局所的には、非重力的な物理学で用いられる時空のモデルであるミンコフスキー空間のように見えることである。

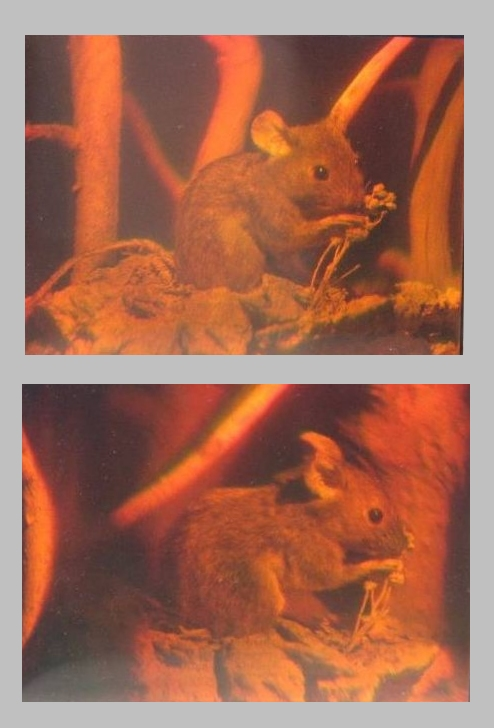
ホログラムは、表している対象の 3次元の全ての情報を蓄積している2次元の像である。この 2つの像は異なる角度から撮影した同一のホログラムの写真である。

したがって、反ド・ジッター空間の境界によって与えられる「時空」における、補助的な理論を考えることが可能となる。この見方は、反ド・ジッター空間の境界を共形場理論の「時空」と見なすことができることを主張する、AdS/CFT対応の出発点である。この主張は、ある理論から別の理論に計算を翻訳する「辞書」があるという意味で、共形場理論がバルク（高次元時空）反ド・ジッター空間上の重力理論に等価であるというものである。一方の理論の対象それぞれに対して、もう一方の理論の中にも対応するものが存在する。例えば、重力理論における単独粒子は、境界理論における粒子の集まりに対応しうる。加えて、この2つの理論における予測は定量的に等しくなるため、2つの粒子が重力理論において衝突確率が 40%であるとすると、境界理論でも対応する（粒子の）集まりは 40%の衝突確率となる。
反ド・ジッター空間の境界は、反ド・ジッター空間自体よりも低次元であることに注意が必要である。例えば、上に図示した 3次元の例では、境界は 2次元の面である。AdS/CFT対応は、2つの理論間の関係が 3次元の対象とそのイメージのホログラムとの間の関係に似ていることから、よく「ホログラフィック対応」として記述される。ホログラムは 2次元ではあるが、表現している対象の 3次元の全ての情報を含む。同様に、AdS/CFT対応により関連付けられる理論は、次元の数が異なるにもかかわらず、「正確に」等価であると予想されている。共形場理論は高次元の量子重力理論の情報を持ったホログラムのように対応する。

### 対応の例
マルダセーナの1997年の見方に従い、理論家たちは多くのAdS/CFT対応の実例を発見してきた。これらの実例は、様々な共形場理論を様々な次元の弦理論やM-理論のコンパクト化した理論と関連付けている。AdS/CFT対応で関連づけられた理論は、一般に現実の世界を表すモデルではないが、素粒子的性質や高い対称性といった性質を持ち、場の量子論や量子重力における問題を解くために有用である。
最も有名なAdS/CFT対応の例は、積空間 {\displaystyle AdS_{5}\times S^{5}} の上のタイプIIB弦理論が、4次元境界を持つN=4 超対称ヤン・ミルズ理論に等価であるという例である。この例においては、重力理論が成り立つ時空は実質 5次元であり（よって、{\displaystyle AdS_{5}} と書く）、追加で「コンパクト」な5次元（{\displaystyle S^{5}} の因子よりエンコードされている）が存在する。少なくとも巨視的には、現実世界の時空は 4次元であるので、このAdS/CFT対応のバージョンは重力理論の現実的なモデルを与えない。同様に、双対理論は数多くの超対称性を前提にしているので、どの現実世界の系を表すモデルでもない。それにもかかわらず、以下に説明するように、この境界理論は、強い力の基本理論である量子色力学といくつかの共通点がある。この理論は、フェルミオンとともに量子色力学のグルーオンに似た粒子を記述する。結果として、原子核物理学、特にクォークグルーオンプラズマの研究への応用が見出されている。
ほかのAdS/CFT対応の実例は、{\displaystyle AdS_{7}\times S^{4}} 上のM-理論は、6次元 (2,0)-超共形場理論に等価であるというものである。この例では、重力理論の時空は実質 7次元である。双対性の片方に現れる(2,0)-理論は、超共形場理論の分類によって、存在が予想されている。この理論は、古典的極限を持たない量子力学の理論であるので、いまだあまり理解されていない。 この理論の研究には内在的な困難さがあるにもかかわらず、物理学と数学の双方にとって、様々な理由からこの理論は興味ある対象と考えられている。
さらにほかのAdS/CFT対応の実例として、{\displaystyle AdS_{4}\times S^{7}} 上のM-理論と、3次元のABJM超共形場理論が等価であるというものがある。 そこでは、重力理論は 4つの非コンパクトな次元を持ち、したがってこのAdS/CFT対応のバージョンは重力のより現実的な記述をもたらしている。

## 量子重力への応用

### 弦理論の非摂動的定式化

量子の世界の相互作用：点状粒子の世界線、弦理論の閉じた弦が伝播するときに作る世界面

場の量子論では、典型的には摂動論のテクニックを使って様々な物理学的事象の確率計算が行われる。20世紀前半にリチャード・ファインマンらにより開拓された摂動的場の量子論は、ファインマン・ダイアグラムと呼ばれる特別な図形を使用し、計算を体系的に行う。この図形は、点様粒子の経路と粒子間の相互作用を描いているとみなせる。この定式化は、結果の予測に極めて有用である。にもかかわらず予測可能であるのは、相互作用がない場合に近いと信頼できるほどに、相互作用の強さである結合定数が小さな場合に限られる。
弦理論の出発点は、場の量子論の点様粒子も弦と呼ばれる 1次元の対象としてモデル化することができるというアイデアである。弦の相互作用は、普通の場の量子論で使われる摂動論を一般化することで、直接定義される。このことは、ファインマン・ダイアグラムにおいて、点粒子の経路を表す 1次元図形を、弦の運動を表す 2次元の曲面に置き換えることを意味する。場の量子論とは異なり、弦理論はいまだに完全な非摂動的な定義が与えられていないので、物理学者が答えたい多くの理論的な問題が未解決となっている。
弦理論の非摂動的定式化を開拓する問題は、AdS/CFT対応の研究のもともとの動機の一つであった。 上で説明したように、AdS/CFT対応により、反ド・ジッター空間の上の弦理論に等価な場の量子論の例が得られる。見方を変えると、重力場が漸近的に反ド・ジッター空間となる特別な場合（すなわち、重力場が空間の無限遠点で反ド・ジッター空間の場に近似される場合）には、このAdS/CFT対応が、弦理論の定義を与えていると見ることも可能である。弦理論で物理的に興味の対象となる量は、双対な場の量子論の量によって定義される。

### ブラックホール情報パラドックス
1975年、スティーヴン・ホーキングは、ブラックホールは完全なブラックホールではなく、事象の地平線の近くの量子効果のため、わずかな輻射が発生していることを示唆する計算結果を発表した。最初、ホーキングの結果は、ブラックホールが情報を壊すことを示唆していたため、理論家に対しては問題の提起となった。より正確には、ホーキングの計算は基本的な量子力学における前提の一つと矛盾しているように捉えられた。この前提とは、物理系はシュレディンガー方程式に従って時間発展するというものである。この性質は通常、時間発展のユニタリ性と呼ばれる。ホーキングの計算と量子力学のユニタリ性の前提の間に一見矛盾があるように見えることは、ブラックホール情報パラドックスとして知られるようになった。
AdS/CFT対応を少なくともある程度拡張すれば、ブラックホール情報パラドックスを解決することが可能となる。なぜならば、AdS/CFT対応の文脈では、ブラックホールがどのようにして量子力学との整合して時間発展することが可能かを示すことができるからである。実際、ブラックホールをAdS/CFT対応の文脈で考えると、ブラックホールは反ド・ジッター空間の境界上の粒子の構成に対応することになる。これらの粒子は普通の量子力学の規則に従って、特にユニタリ性をもって時間発展するので、ブラックホールも量子力学の原理に対応してユニタリ性を保って時間発展するはずである。 ホーキングは2005年に、AdS/CFT対応によって、情報の保存が肯定される形でこのパラドックスが解決されたと発表し、ブラックホールが情報を保持する具体的メカニズムを提案した。

## 場の量子論への応用

### 核物理学
AdS/CFT対応を用いて研究されている対象の一つに、クォークやグルオンが閉じ込めから開放されたクォークグルーオンプラズマ(quark-gluon plasma)という物質がある。この物質は実験的には素粒子加速器によって、金や鉛のような重いイオンを高エネルギーで衝突させることによってごく短い時間の間発生する。そのような衝突実験においては原子核はおよそ {\displaystyle 2\times 10^{12}} Kに至りクォークが閉じ込めから解放される。この温度はビッグバンのおよそ {\displaystyle 10^{-11}} 秒後の温度とほぼ同じである。
クォークグルーオンプラズマの物理においては量子色力学が支配的寄与をなすがこの理論は数学的に取り扱いにくい。2005年、Kovtun、SonおよびStarinets（以下Kovtunら）は弦理論のことばの中で表すことによりクォークグルーオンプラズマのいくつかの側面を理解することができることを示した。 Kovtunらはまずゲージ重力対応を持つ幅広い理論がある仮定を満たす限りにおいて流体のずれ粘性 {\displaystyle \eta } とエントロピーの体積密度 {\displaystyle s} の比率が次のある普遍的な定数に等しくなることを示した。
{\displaystyle {\frac {\eta }{s}}={\frac {\hbar }{4\pi k}}}
ここに {\displaystyle \hbar } はプランク定数であり、{\displaystyle k} はボルツマン定数である。さらにKovtunらはハイゼンベルクの不確定性原理及び超対称ヤンミルズ理論における計算結果を根拠にこの普遍的定数が幅広いクラスの系で {\displaystyle \eta /s} の下限を与えると予想している。この予想は、ブルックヘブン国立研究所の相対論的重イオン衝突器を用いて2008年に行われた実験により現実と無矛盾である可能性が示唆された。
クォークグルーオンプラズマのもう一つ別の重要な性質として、プラズマの中を動く非常に高いエネルギーのクォークは、たった数フェムトメートル（10-15m）動いた後に止まったり、「折れ曲がったり(quenched)」する。この現象はジェットクエンチングパラメータと呼ばれる数値 {\displaystyle {\widehat {q}}} により特徴付けられる。ジェットクエンチングパラメータは、プラズマを通って動く距離の二乗に、クォークの失うエネルギーが関連することを示している。理論家はAdS/CFT対応に基づく計算によって {\displaystyle {\widehat {q}}} の値を見積もることができる。その計算結果はこのパラメータにほぼ一致していることが分かり、この現象のより深い理解のためにAdS/CFT対応が有益であると示唆される。

### 凝縮系物性

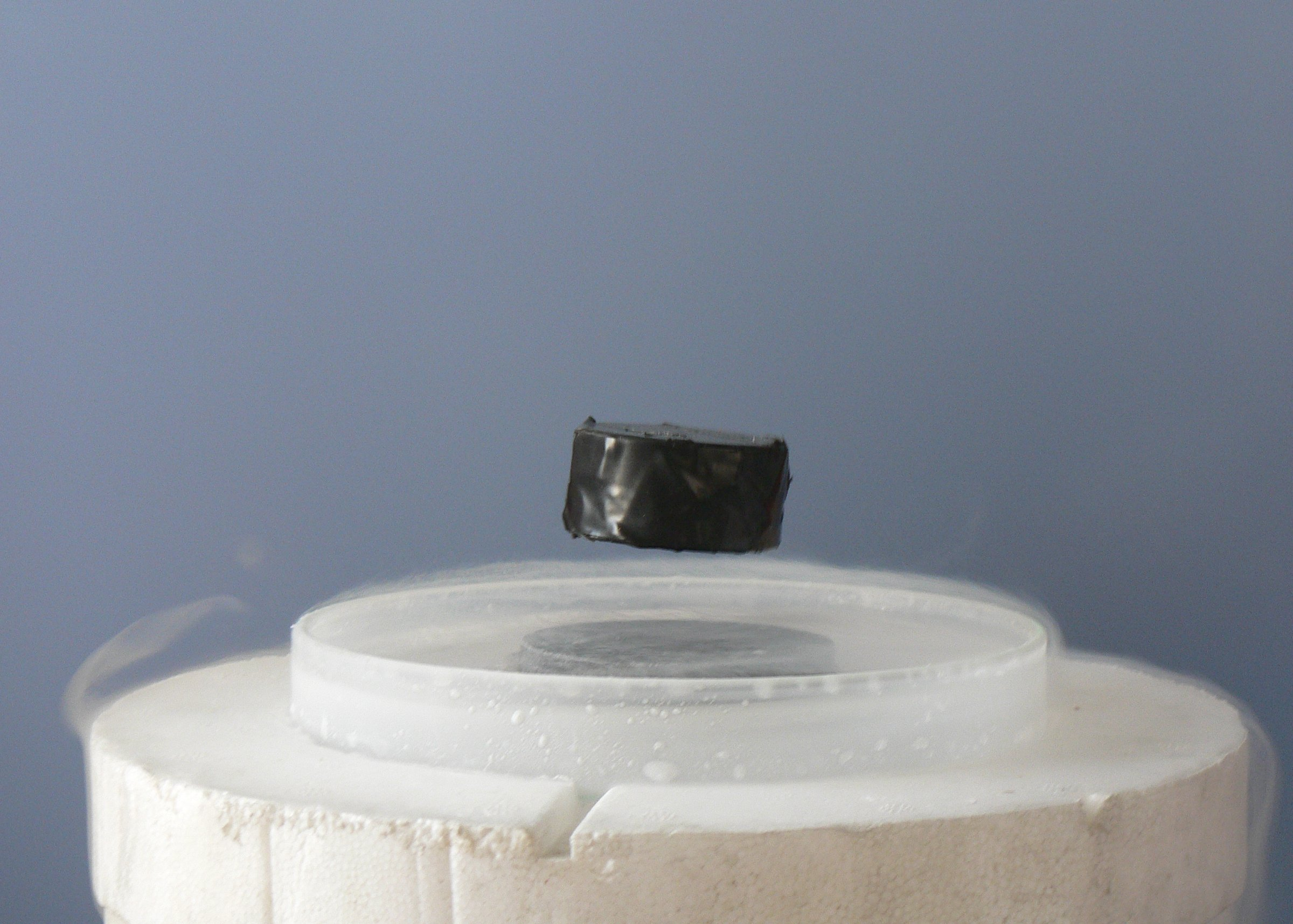
高温超伝導体の上でマイスナー効果により浮上する磁石。今日、AdS/CFT対応を使い高温超電導を理解しようとしている物理学者もいる。

何十年にもわたり、凝縮系物性の物理学者は、超伝導や超流動といった数多くのエキゾチックな物質の状態を発見してきた。これらの状態は、場の量子論の定式化を用いて記述されるが、標準的な場の理論のテクニックでは説明することが難しい現象もある。スビル・サチデフといった凝縮系物性の物理学者は、AdS/CFT対応を用いてこれらの系を弦理論の言語で記述し、それらの振る舞いをより深く知ることができると期待している。
これまでに弦理論の方法を使い、超流動から絶縁体への転移を記述することに成功している。超流動は、電気的に中性な原子たちの系が摩擦なしで流れる現象である。そのような系は、液体ヘリウムを使って実験室でしばしば生成される。最近実験家たちは交差するレーザーの格子の中へ冷却された原子を大量に注ぎ込むことにより、人工的に超流動を作り出す新しい方法を開発した。これらの原子たちは超流動の振る舞いをするが、レーザーの強さを強くするにしたがって原子たちの動きが鈍くなり、突然絶縁体の状態へと変わる。この転移の間に、原子は異常な振る舞いをする。例えば、温度や量子力学の基本的なパラメータであるプランク定数に依存した速さで減速して停止する。プランク定数が、他の相の説明に入ることはない。この振る舞いは、流体の性質が高次元のブラックホールで記述されるという、双対の描写を考えることにより最近理解された。

### 批判
多くの物理学者が核物理学や凝縮系物性物理学の分野で弦理論をベースとした方法へと転換していく中、物理学者の中には、実際の世界の系を現実的にモデル化するツールを、AdS/CFT対応が提供するのかについて疑問を呈する理論家もいる。2006年のクォーク・マターのコンファレンスのトークの中で、ラリー・マクレラン(Larry McLerran)はAdS/CFT対応に現れる N=4 超対称ヤン・ミルズ理論は、量子色力学とは重要な違いがあるので、核物理学にこれらの方法を適用することには大きな困難があると指摘した。マクレランは次のように述べている。

{\displaystyle N=4} 超対称性を持つヤン・ミルズ理論はQCDではない … この理論は、質量の無いスケールを持ち、共形不変である。また、閉じ込めもなければ、結合定数もなく、超対称性を持っている。この理論はカイラル対称性の破れがないか、もしくは質量が生成されている。6つのスカラーとフェルミオンが随伴表現の中にある。… 上記問題の全てまたはいくつかを修正することが可能かもしれないし、いくつかの難点は様々な物理問題に対して関係が無いのかもしれない。今のところは、{\displaystyle N=4} 超対称ヤン・ミルズ理論の結果がたしかにQCDを反映することを保証するような、修正や事象についての共通認識も説得力のある議論も無い。
—McLerran,McLerran 2007

Physics Todayのレターの中で、ノーベル賞受賞者であるフィリップ・アンダーソンは凝縮系物理へのAdS/CFTの応用について似たような懸念を発言している。

凝縮系物理へのAdS/CFTのアプローチに伴うとても一般的な問題として、証拠となるべき頭文字「CFT」-共形場理論の問題を指摘することができる。一般に凝縮系物理の問題は相対論的でもなければ、共形性を持っているわけではない。量子的臨界点の近くでは時間も空間も共にスケーリングされるが、それにもかかわらず私たちは好ましい座標系と、普通は格子を選ぶ。異常金属相の左の方の線形T相に関するいくつかの証拠があり、これについて熟考するのは自由にしてよいが、しかしとは言うものの、この場合は実験事実から凝縮系物理を過剰に決めてしまっている。

## 歴史と発展

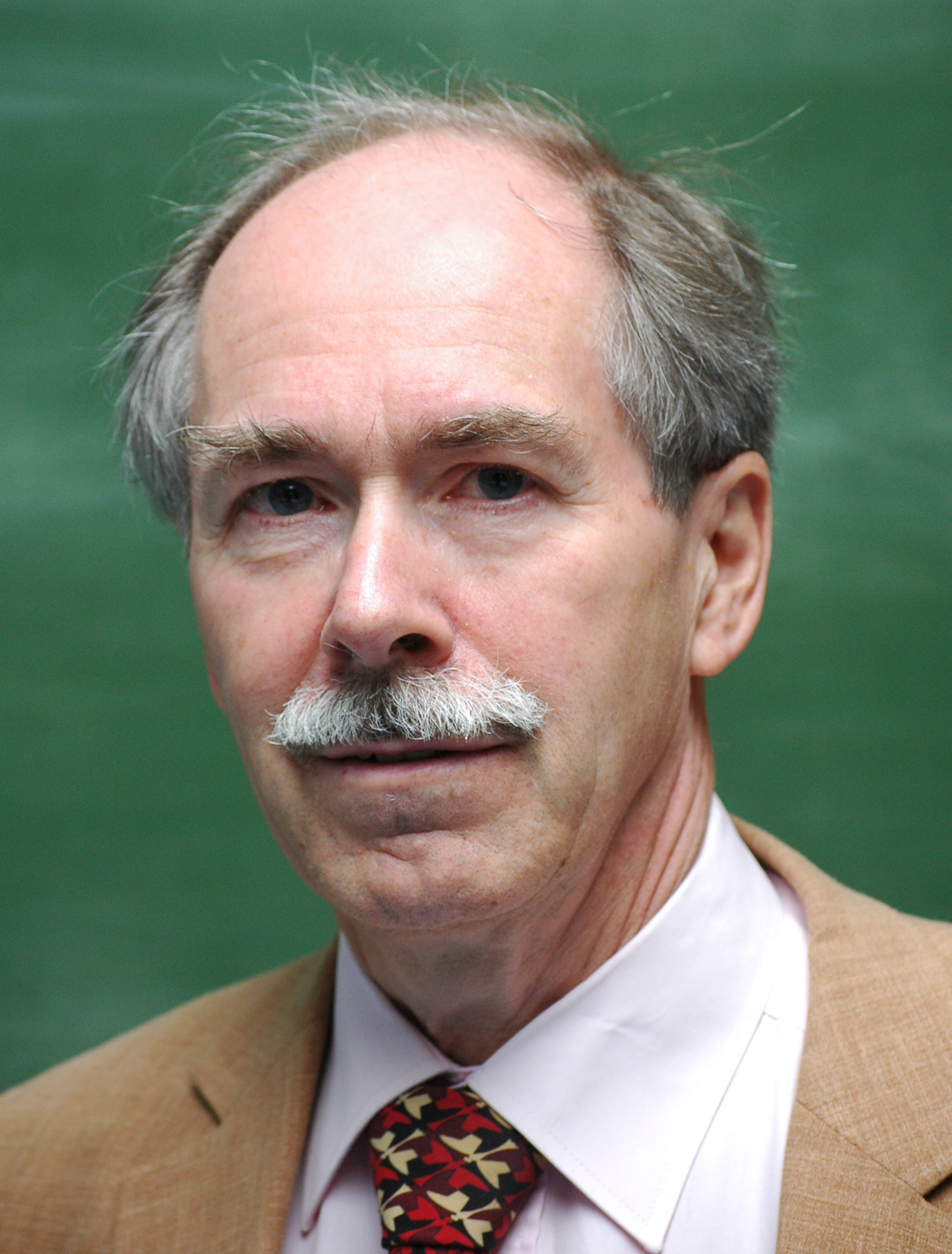
ジェラルド・トフーフトは、1970年代に弦理論と核物理学の間の類似性を研究することで、AdS/CFT対応に関連する結果を得ていた。

### 弦理論と核物理学
1997年の末のAdS/CFT対応の発見は、弦理論と核物理学を関連付ける努力の長い歴史の頂点であった。事実、弦理論は本来、1960年代の末から1970年代の初めにかけての間は、陽子や中性子が互いに強い力で結びつけられているような亜原子粒子やハドロンの理論として研究されていた。アイデアは、これらの粒子の各々が弦の異なる振動モードとみなすことができることである。1960年代末、実験家は、角運動量に比例するエネルギーの二乗のレッジェ軌跡と呼ばれる族にハドロンが落ちることを発見し、この関係が回転する相対論的な弦の物理から自然にでてくることに気付いた。
他方、弦としてハドロンをモデル化しようとする試みは、深刻な問題に直面した。一つの問題は、弦理論が無質量でスピン2の粒子を持っているのに対し、そのような粒子はハドロンの物理には現れないことであった。そのような粒子は重力の持つ性質を媒介にするのではないか。1974年にジョエル・シャークとジョン・シュワルツは、弦理論は核物理学の理論ではなく、多くの理論家が考えるように量子重力に変わるべきものではないかと示唆した。同じ頃、ハドロンは実際、クォークからできていることが発見され、量子色力学の方向性が選択されたため、弦理論のアプローチは捨てられてしまった。
量子色力学によると、クォークは3色の色荷と呼ばれる電荷のようなものを持っている。1974年の論文で、ジェラルド・トフーフトは量子色力学に似た理論を考えることにより別の観点より、弦理論と核物理学の間の関係を研究した。そこでは、色の数は3でななく、ある任意の数 {\displaystyle N} である。この論文で、トフーフトは {\displaystyle N} が無限大となるような極限を考え、この極限では、場の量子論の計算が弦理論の計算に似ていることを議論した。

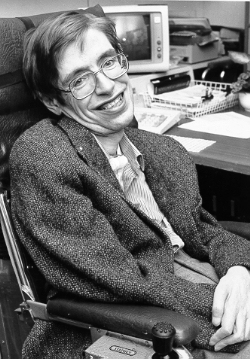
スティーブン・ホーキング(Stephen Hawking)は1975年にブラックホールは量子効果によりホーキング輻射し蒸発することを提示した。

### ブラックホールとホログラフィー
1975年、スティーブン・ホーキングは、ブラックホールは完全な黒色ではなく、事象の地平線の近くの量子効果により、かすかに輻射していることを示唆した。この論文は、続くヤコブ・ベッケンシュタインの論文に拡張され、彼はブラックホールが定義可能なエントロピーを持つことを示唆した。最初、ホーキングの結果は、主要な量子力学の基準の一つである時間発展のユニタリ性に矛盾するように見えた。直感的には、ユニタリ性の規則は、ある状態から他の状態へ発展するとき、量子力学系が情報を壊すことはないということである。この理由から、一見、矛盾に見えることは「ブラックホール情報パラドックス」として知られるようになった。

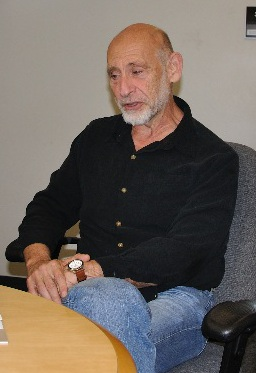
レオナルド・サスキンドは、量子重力の中でのホログラフィーの考え方を早い時期に提唱した。

後日、1993年、ジェラルド・トフーフトは量子重力の展望を与える論文を書き、ホーキングのブラックホールの熱力学の仕事を再び検討し、ブラックホールの中の時空領域の中の自由度の全部の合計が、事象の地平線の表面積に比例するという結論に達した。このアイデアはレオナルド・サスキンドにより注目され、今ではホログラフィック原理として知られるようになった。ホログラフィック原理とAdS/CFT対応を通した弦理論での再現は、ホーキングの仕事により示唆されたブラックホールのミステリィ―を明確にする助けとなり、ブラックホールの情報パラドックスの解決をもたらすものと信じられている。2004年、ホーキングはブラックホールは量子力学を壊さないとして論争に譲歩し、 ブラックホールが情報を保持するであろう具体的なメカニズムを示唆した。

### マルダセーナの論文
1997年末、ジュアン・マルダセーナは、AdS/CFTの研究を最初となる記念碑的な論文を出版した。 アレクサンドル・ポリヤコフによれば、「マルダセーナの仕事は、水門を開いた」と言っている。 予想は直ちに、弦理論の学会で非常な興味を呼び起こし、スティーブン・ガブサー、イーゴル・クレバノフ、ポリヤコフによる論文や、エドワード・ウィッテンによる論文 でさらに研究された。これらの論文はマルダセーナの予想と反ド・ジッター空間の境界に現れる共形場理論を、さらに詳しく研究した。

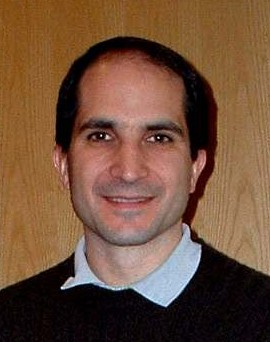
ジュアン・マルダセーナ (Juan Maldacena) は1997年末にAdS/CFT対応を初めて提案した。

マルダセーナの提案の中で一つの特別な場合は、N=4 超対称ヤン・ミルズ理論、量子色力学とある意味で似ているゲージ理論が、5次元の反ド・ジッター空間の中の弦理論に等価であることを言っている。この結果は、早い段階のトフーフトの弦理論と量子色力学の間の関係についての仕事を評価する助けとなった。核物理学の理論として、弦理論を理論の根底に置くこととなった。マルダセーナの結果はまた、量子重力とブラックホール物理学で重要な意味を持つホログラフィック原理を具体的に実現することを提供した。 2014年現在、マルダセーナの論文は高エネルギー物理学分野での引用が10000件を超える最も高い引用数に達している。 これらの論文は、数学的に厳密な証明には程遠いが、AdS/CFT対応が正しいことの適切な証拠を与えている。

### AdS/CFTの応用
1999年、コロンビア大学で仕事を終えた後、核物理学者のダム・ターン・ソンは、アンドレイ・スターネッツ(Andrei Starinets)を訪問した。スターネッツはソンの友人で、彼が大学院生のときにニューヨーク大学で弦理論のポスドクであった。二人は最初は協力する意思があったわけではなかったが、ソンは直ちにスターネッツのやっていたAdS/CFTの計算が、重いイオンを高エネルギーで衝突させるときに生成されるクォークグルーオンプラズマのエキゾチックな物質の状態（超流動性（超低粘性））の計算に使えることに気付いた。スターネッツとパベル・コブタン(Pavel Kovtun)の協力の下、ソンはAdS/CFT対応を使い、プラズマのキーとなるパラメータの計算をすることができた。ソンは後日、「プラズマの粘度の値の予想を与えてくれる、理論上の計算をもたらした。...私の核物理学の友人は、ジョークで弦理論から出てきた初めての有益な論文だねえと言っている。"
今日、物理学者はAdS/CFT対応の応用を場の量子論の中に探し続けている。ソンと協力者たちにより開拓された核物理学への応用に加えて、サビル・サチデフのような凝縮系物性の物理学者が、弦理論の方法を使い、凝縮系物性のある側面を理解しようとしている。この方向の重要な結果は、AdS/CFT対応を通した超流動の絶縁体への遷移の記述である。 他に現れている主題は、流体／重力対応で、AdS/CFT対応を用いて流体力学の問題を一般相対論の問題へ翻訳することである。

## 一般化

### 3次元重力
4次元宇宙の重力の量子的側面をより良く理解するために、より低い次元の数理モデルを考えた物理学者もいる。そこでは時空は単に 2次元の空間次元と 1次元の時間を持っている。この設定では、重力場を表す数学は、劇的に単純化されていて、量子重力を場の量子論から来る似た方法を使い研究することができる。弦理論の必要性もないし、4次元の量子重力への根底的なアプローチが可能と考えられている。
ブラウン(J.D. Brown)とマーク・ヘナーの1986年の仕事に始まり、物理学者たちは、3次元の量子重力理論が密接に 2次元の共形場理論に関連していることを認識していた。1995年にヘナーは彼の協力者と、この関係をさらに詳細に開拓して、反ド・ジッター空間の 3次元重力はリウヴィル場理論として知られる共形場理論に等価であることを示唆した。エドワード・ウィッテンにより定式化された別の予想は、反ド・ジッター空間の 3次元重力は、モンスター群の対称性を持つ共形場理論に等価であるとしている。これらの予想は、弦理論やM-理論の全てを道具立てを使わないAdS/CFT対応の例を提供する。

### dS/CFT対応
宇宙は加速度的なレートで膨張していることが今日知られているので、現実の宇宙とは異なり、反ド・ジッター空間は膨張もしなければ収縮もしない。代わりに全ての時間で同じに見える。さらにテクニカルなことばを使うと、反ド・ジッター空間は負の宇宙定数を持った宇宙に対応しているのに対し、現実の宇宙は小さな正の宇宙定数を持っている。
短かな居地での重力の性質は、宇宙定数の値とはいくらか独立であるが、正の宇宙定数に対するAdS/CFTのバージョンが求められている。2001年アンドリュー・ストロミンジャーは、dS/CFT対応と呼ばれる双対のバージョンを導入した。この双対性は、正の宇宙定数を持ったド・ジッター空間のモデルを意味する。多くの天文学者は非常に初期の宇宙はド・ジッター空間に近かったと信じているので、天文学の観点からはその双対性は非常に興味を持たれている。 我々の宇宙は、また、遠い将来はド・ジッター空間に似ているかもしれない。

### Kerr/CFT対応
AdS/CFT対応は良くブラックホールの研究に有益であり、AdS/CFTの脈絡で考えたブラックホールのほとんどが、非物理的である。実際、上記で説明したように、AdS/CFT対応のほとんどのバージョンが、非物理的な超対称性をもつ時空の高次元のモデルである。
2009年、モニカ・グイカ（Monica Guica）、トーマス・ハートマン（Thomas Hartman）、ウェイ・ソン（Wei Song）とアンドリュー・ストロミンジャーは、にもかかわらず、AdS/CFTの考えがある天文学的なブラックホールの理解に役立つことを示した。さらに詳しく言うと、彼らの結果を臨界ブラックホールやカーブラックホールにより近似されるブラックホールへ適用できる。臨界カーブラックホールは、与えられた質量と整合性を持つ限りの最大の角運動量を持つ。彼らは、そのようなブラックホールが共形場理論の言葉での記述と等価な記述持っている。Kerr/CFT対応は、後日、小さな角運動量を持つブラックホールへ（この大きな角運動量を持つブラックホールの理論を）拡張したものである。

### 高次スピンゲージ理論
AdS/CFT対応は、イーゴル・クレバノフとアレクサンドル・ポリヤコフの2002年の論文によって予想された別の双対性に密接に関連している。 この双対性は、ある反ド・ジッター空間の上の「高次スピンゲージ理論」が、O(N)対称性を持つ共形場理論と等価であるというものである。ここで、バルクの理論は、任意の高次スピンの粒子を記述しているゲージ理論の一種である。この理論は弦理論に似ていて、そこでは振動する弦の励起モードが高次のスピンを持つ粒子に対応していて、AdS/CFT対応と対応の証明が、弦理論バージョンのよりよい理解の助けになるかもしれない。2010年、シモン・ギオンビ（Simone Giombi）とジー・イン（Xi Yin）は、3点函数と呼ばれる量を計算することにより、この双対のさらなる証拠を得た。